# 회색대기
회색대기(灰色大氣, Grey atmosphere)는 항성대기 내부 복사전달 연구에 있어 흡수계수 {\displaystyle \alpha _{\nu }}가 대기 안 모든 지점, 모든 진동수 대역에서 일정하다고 단순화 가정을 했을 때 그 가정이 성립하는 가상의 대기다.
회색대기 가정은 태양, 대기가 있는 행성, 항성, 성간운 등 다양한 천체들의 온도와 복사성질을 알기 위해 사용된다. 회색대기 모형과 관측값은 좋은 상관관계가 있지만 완전히 일치하지는 않는데, 실제 대기는 회색이 아니기 때문 i.e. 진동수 대역에 때라 방출계수가 변하기 때문이다.